# Cicatrices (album)
Albums de Zola
Survie
(2020)
Cicatrices est le premier album studio du rappeur français Zola sorti le 5 avril 2019 sur les labels Truth Records, AWA et Sony.

## Composition et production
L'album est entièrement produit et réalisé par Kore. Il co-produit la plupart des sons avec des membres de son équipe AWA Gang, que ce soit Sam Tiba, Myd, Aurélien Mazin ou encore Kezah. L'album possède une ambiance très américaine, avec des influences techno et électroniques aussi.

## Liste des titres
| 1.    | Baby Boy                                        | DJ Kore, Aurélien Mazin, Naskid        | 02:06 |
| 2.    | Fuckboi                                         | DJ Kore, Aurélien Mazin, Sam Tiba      | 02:34 |
| 3.    | Mojo                                            | Ghenda                                 | 02:55 |
| 4.    | Ouais Ouais                                     | DJ Kore, Aurélien Mazin                | 02:54 |
| 5.    | Jamais                                          | Ambitious, Hilton Prod                 | 02:54 |
| 6.    | Club                                            | DJ Kore, Kezah, Aurélien Mazin         | 02:42 |
| 7.    | Papers (featuring Ninho)                        | DJ Kore, Aurélien Mazin, Naskid        | 02:53 |
| 8.    | Extasy                                          | DJ Kore, Myd, Sam Tiba, Aurélien Mazin | 02:58 |
| 9.    | Kinshasa                                        | DJ Kore, Sam Tiba, Aurélien Mazin      | 03:32 |
| 10.   | Astroboy                                        | DJ Kore, Sam Tiba, Aurélien Mazin      | 02:09 |
| 11.   | Zolabeille                                      | DJ Kore, Sam Tiba, Aurélien Mazin      | 02:33 |
| 12.   | 7.65                                            | DJ Kore, Kezah, Aurélien Mazin         | 02:57 |
| 13.   | Alloicizolaski4 (featuring Key Largo & No Name) | DJ Kore, Aurélien Mazin                | 03:23 |
| 14.   | L1 L2                                           | DJ Kore, Sam Tiba, Aurélien Mazin      | 02:27 |
| 15.   | Cicatrices                                      | DJ Kore, Aurélien Mazin                | 02:27 |
| 16.   | B.A.L                                           | DJ Kore, Kezah, Aurélien Mazin         | 02:39 |
| 44:11 |                                                 |                                        |       |

### Sortie de l'album
Après avoir sorti les singles Extasy, Zolabeille et Ouais Ouais en 2018, Cicatrices sort le 5 avril 2019, après plusieurs mois de délai. Tous ses titres sont classés dans le top 100 de Spotify France le jour de sa sortie.

## Titres certifiés en France
- Baby boy  Or[4]
- Fuckboi  Platine[5]
- Mojo  Or[6]
- Ouais ouais  Diamant[7]
- Club  Or
- Papers (feat. Ninho)  Diamant[8]
- Extasy  Platine[9]
- Astroboy  Diamant[10]
- Zolabeille  Or[11]
- 7.65  Or[12]
- L1 L2  Diamant[13]

## Réception

### Accueil critique
Le disque reçoit un accueil controversé de la part des médias. Si ces derniers louent la qualité des productions et des flows sur le disque, il n'empêche que la pauvreté lyricale reste la faiblesse majeure du projet. NoFun affirme que « la moitié des titres est un copié-collé du rap US mais l’originalité des autres morceaux réside dans une sonorité trap déstructurée à la Koba LaD difficile à oublier ».

### Accueil commercial
Le disque se classe troisième des ventes la semaine de sa sortie derrière les projets de Deux frères de PNL et Rêves de gosse de RK avec près de 15 000 ventes. Il est certifié or, puis platine quelques mois plus tard, équivalent de 100 000 ventes en France. Il compte plus de 144 000 exemplaire vendus.[réf. nécessaire]

## Ventes et certifications
| Région | Certification | Ventes/Streams |
| ------ | ------------- | -------------- |
| France | 3 × Platine   | 300 000        |